# Stettin (Schiff, 1907)
Die Stettin war ein Kleiner Kreuzer der Kaiserlichen Marine und ihr zweiter Kreuzer mit Turbinenantrieb. Sie war zwar das letzte Schiff der Königsberg-Klasse, das vom Stapel lief, wurde aber noch vor den Schwesterschiffen Nürnberg und Stuttgart fertiggestellt. Wie bei der Nürnberg und der Stuttgart war auch bei der Stettin der achtere Schornstein „detachiert“, d. h., er hatte einen größeren Abstand zum mittleren Schornstein, als dieser zum vorderen Schornstein.

## Friedenseinsätze
Nach Beendigung ihrer Erprobung wurde die Stettin am 20. Januar 1908 dem Verband der Aufklärungsschiffe zugeteilt. Sie ersetzte dort den Kleinen Kreuzer Frauenlob. Zwischen dem 17. Juni und dem 8. August 1908 begleitete die Stettin die kaiserlichen Yacht Hohenzollern bei Regatten, nach Norwegen sowie bei einem Besuch in Stockholm. Im April/Mai 1910 übernahm sie die gleiche Funktion im Mittelmeer, da die eigentlich vorgesehene Hamburg nach Südanatolien zum Schutz von Christen entsandt wurde. Sie lief zusammen mit der Lübeck, die die Hamburg unterstützen sollte, am 19. April aus Kiel aus und übernahm den Dienst als Begleitkreuzer am 1. Mai vor Korfu. Sie wurde am 15. Mai in Pula wieder entlassen und war am 26. zurück in Kiel. Vom 7. bis zum 30. Juli 1910 begleitete die Stettin die kaiserliche Yacht erneut auf der üblichen Sommerreise nach Norwegen.
Vom 11. Mai bis zum 29. Juni 1912 unternahm das Schiff zusammen mit dem Schlachtkreuzer Moltke eine Nordamerikareise. Sie liefen aus Kiel über Ponta Delgada nach Cape Henry, wo sie mit dem Stationskreuzer Bremen zusammentrafen. Gemeinsam liefen die Kreuzer in die Hampton Roads ein, wo sie am 3. Juni durch die US-amerikanische Atlantikflotte in Anwesenheit des US-Präsidenten Taft empfangen wurden. Am 8./9. Juni verlegte das kleine, unter dem Befehl von Konteradmiral Hubert von Rebeur-Paschwitz stehende Geschwader nach New York, von wo die Moltke und die Stettin am 13. Juni ihren Rückmarsch bis zum 29. über Vigo nach Deutschland begannen.
Danach folgte normaler Flottendienst. Anfang 1914 wurde die Besatzung auf der Stettin reduziert. Die abkommandierten Leute wechselten auf den inzwischen fertiggestellten Kleinen Kreuzer Rostock. Im Juli 1914 war wieder eine komplette Besatzung an Bord. Die Stettin wurde Führerschiff der II. Unterseebootsflottille. Stützpunkt war Helgoland.

## Kriegseinsätze
Am 28. August 1914 war die Stettin am Seegefecht bei Helgoland beteiligt. Am frühen Morgen wurde sie, zusammen mit der Frauenlob, zur Unterstützung der bedrängten deutschen Torpedoboote geschickt. Dabei kam die Stettin mit dem britischen Kreuzer Fearless ins Gefecht. Sie erhielt mehrere Treffer und hatte zwei Gefallene sowie neun Verwundete zu beklagen.
Ab dem 27. November 1914 gehörte die Stettin zur IV. Aufklärungsgruppe und war fortan das Flaggschiff des II. Führers der Torpedoboote. Es folgten diverse Vorstöße sowie die Teilnahme am Handelskrieg in der Nordsee. Im Mai 1915 war das Schiff in der Ostsee beim Libau-Unternehmen dabei.
Mit der IV. Aufklärungsgruppe unter Kommodore Ludwig von Reuter nahm die Stettin an der Skagerrakschlacht teil. Dabei erhielt sie zwei Treffer, was acht Tote und 28 Verwundete zur Folge hatte. In Wilhelmshaven und Hamburg wurden die Gefechtsschäden behoben. Bis Mitte 1917 blieb das Schiff in der Nordsee, wo es an mehreren Vorstößen und Minenlegeunternehmen teilnahm. Im Juli 1917 schied die Stettin aus der IV. Aufklärungsgruppe aus, und von Juli bis November 1917 war sie als Zielschiff für U-Boote in der Ostsee eingesetzt. Im Dezember 1917 folgte eine längere Werftliegezeit in Wilhelmshaven. Ab Februar 1918 diente die Stettin wieder als Zielschiff in der Ostsee.
Pläne, den Kreuzer wie schon sein Schwesterschiff Stuttgart zum Flugzeugmutterschiff umzubauen, wurden im Oktober 1918 aufgegeben, nachdem man sich im Konstruktionsamt des Reichsmarineamts stattdessen dafür entschieden hatte, das 1914 bei Blohm & Voss in Hamburg auf Kiel gelegte, am 15. April 1915 vom Stapel gelaufene und seitdem dort unfertig liegende italienische Turbinenpassagierschiff Ausonia zu einem Flugzeugträger umzubauen und dann als Flugzeugdampfer I in Dienst zu stellen.

## Nachkriegszeit
Am 19./20. Dezember 1918 wurde die Stettin in Kiel außer Dienst gestellt. Am 5. November 1919 aus der Liste der Kriegsschiffe gestrichen, erfolgte dann am 15. September 1920 die Übergabe als Schiff „T“ an Großbritannien. Zwischen 1921 und 1923 wurde der Kleine Kreuzer Stettin schließlich in Kopenhagen abgewrackt.

## Kommandanten
| Oktober 1907 bis Januar 1908      | Fregattenkapitän Georg Schur                              |
| 20. Januar bis 30. September 1908 | Fregattenkapitän Friedrich Boedicker                      |
| Oktober 1908 bis September 1909   | Fregattenkapitän / Kapitän zur See Kurt von Rössing       |
| Oktober 1909 bis September 1910   | Fregattenkapitän Wilhelm Höpfner                          |
| September 1910 bis September 1911 | Fregattenkapitän / Kapitän zur See Johannes Hartog        |
| Oktober 1911 bis Oktober 1913     | Fregattenkapitän / Kapitän zur See Wilhelm von Krosigk    |
| Oktober 1913 bis Februar 1914     | Korvettenkapitän / Fregattenkapitän Thilo von Trotha      |
| Februar bis April 1914            | Kapitänleutnant Herbert Hinrichs (reduzierte Besatzung)   |
| April bis Juni 1914               | Kapitänleutnant Rudolf v. d. Hagen (reduzierte Besatzung) |
| Juli 1914 bis März 1916           | Korvettenkapitän Karl August Nerger                       |
| März bis November 1916            | Fregattenkapitän Fritz Rebensburg                         |
| November 1916 bis April 1918      | Fregattenkapitän Hermann Bendemann                        |
| April bis Juli 1918               | Kapitänleutnant Max Gréus (in Vertretung)                 |
| Juli bis Dezember 1918            | Fregattenkapitän Eduard Bartels                           |